# 斯通維爾 (北卡羅萊納州)
斯通維爾（英語：Stoneville）是一個位於美國北卡羅萊納州羅京安縣的城鎮。

## 人口
根據2020年美國人口普查的數據，斯通維爾的面積為3.70平方千米，皆為陸地。當地共有人口1308人，而人口密度為每平方千米354人。